# Bicicleta Basca
A Bicicleta Basca (oficialmente: Euskal Bizikleta) era uma competição ciclista por etapas disputada no País Basco (Espanha) no mês de junho de cada ano cuja origem está na Bicicleta Eibarresa.
Tem estado catalogada com a categoria 2.1 e desde a criação dos Circuitos Continentais da UCI em 2005, dentro da categoria 2.hc (máxima categoria destes circuitos).

## História

### G. P. República
Foram os inícios da Volta a Espanha.

### Grande Prêmio da Bicicleta Eibarresa
Tem suas origens na Grande Prova Eibarresa, clássica de um dia que se disputa na localidade armera, nascendo como prova por etapas no ano 1952. Desde que deixou-se de organizar a Volta ao País Basco lá pelo ano 1935 teve várias tentativas de recuperar uma corrida por etapas que percorresse as estradas do País Basco, entre elas estão em Circuito do Norte, organizado em Bilbao que constou de cinco edições entre 1939 e 1945, e o G. P. Ayuntamiento de Bilbao, organizada primeiramente nos anos nos que não se celebrou em primeiro. Mas desde Eibar pensou-se que tinha que montar uma corrida por etapas na que se pudessem medir os ciclistas bascos com os estrangeiros e para isso, e festejando o vigésimo-quinto aniversário do Clube Ciclista Eibarrés, se organizou o Grande Prêmio da Bicicleta Eibarresa, conseguindo a ajuda da maioria das fábricas e da gente de Eibar.
Esta primeira edição de disputou entre os dias 9 e 11 de maio e ia constar de três etapas, todas elas com meta e saída em Eibar, mas percorrendo todas as províncias de Hegoalde para realizar um total de 663 km. Conseguiu-se a participação de quatro franceses, três italianos e dois luxemburgueses, não podendo finalmente o fazer, apesar de estar inscrito, o francês Jean Dotto, vencedor nesse ano na etapas do Tour de France de Monte Agel e em Monte Faron, de ter terminado a Paris-Nice em quarta posição. Entre os favoritos não tinha nada claro, já que tinha um leque de corredores que qualquer deles podia fazer com o triunfo final, resultando o vencedor o francês Louis Caput.

### Unificação da Bicicleta Eibarresa com a Volta ao País Basco (1969-1973)
Devido às grandes perdas económicas dos últimos anos, os organizadores eibarreses decidem unir a recuperada Volta ao País Basco com a Bicicleta Eibarresa. O diário “La Voz da España” apoiou a iniciativa e converteu-se no principal patrocinador. Esta união durou até ano de 1973. Para não complicar o palmarés de ambas provas, nestes anos se costumam considerar pertencentes à Volta ao País Basco.

### Subida a Arrate-Bicicleta Eibarresa
No ano 1987 recuperou-se a Bicicleta Eibarresa da mão da Subida a Arrate, que se vinha disputando desde o ano 1941. Assim foi até ano 1991, em que se tomou o nome atual de Euskal Bizikleta. A corrida disputou-se em três “critérios independentes”, de tal forma que ao triunfo parcial em cada etapa podia optar um corredor que se tivesse retirado na jornada anterior. Evidentemente no geral final da prova os retirados não podem aparecer. Foram três etapas duras, com dois portos de primeira categoria, cinco de segunda e outros cinco de terça e ao longo dos 593 km deviam de decidir quem ia ser o homem que vestiria na Subida a Arrate o precioso camisola azul de líder.

### Euskal Bizikleta-Bicicleta Basca
A partir do ano 1991 a nova denominação da corrida foi Euskal Bizikleta-Bicicleta Basca (a partir do 2004 só com a denominação em basco), com fins de conseguir uma maior projecção internacional e de ser mais operativos face a contactar com diferentes empresas, pois o nome da edição anterior, Subida a Arrate-Bicicleta Eibarresa-ETB Bira (devido ao patrocínio de Euskal Telebista), era demasiado longo e pouco conciso. De passagem de queria converter numa prova que não fora “só” de Eibar, senão que estivesse representado todo o território basco com o novo nome. O orçamento rondava os 65 milhões de pesetas e as etapas tiveram meta em Balmaseda, Tolosa, Loiola, Eibar e Arrate com um percurso de quase 849 km. A estrela deste ano ia ser o as italiano Gianni Bugno, corredor muito querido por terras bascas, que junto a Miguel Indurain, Toni Rominger e o anterior vencedor Thierry Claveyrolat eram os favoritos face à classificação final. O traçado dessa edição era adequado para a preparação daqueles que estavam afinando sua forma face à grande cita do calendário, que não era outra que o Tour de France. Os escaladores partiram com vantagem ao não ter nenhuma etapa contra o relógio e terminar a corrida na Subida a Arrate.
Nos últimos anos constava de 5 etapas de quartas-feiras a domingo. Tinha a peculiaridade de:
- - 1.ª etapa - Começa na localidade guipuzcoana de Eibar.
  - 4.ª etapa - Nos últimos anos constava de 2 sectores. O sector matinal de menos de 100 km e pela tarde uma contrarrelógio de uns 15 km
  - 5.ª etapa: faz-se entre as instalações da ETB em Durango e Arrate (monte de Eibar) com mais de 6 portos.

Ainda que nas edições do 2007 e 2008 variaram-se esses costumes tendo somente 3 etapas, ademais na do 2008 suprimiu-se o duplo-sector da penúltima etapa e a saída nas instalações da ETB numa última etapa de "somente" 4 portos. Todas essas mudanças não auguravam bom futuro à corrida provocando finalmente a fusão de novo com a Volta ao País Basco até mínimo 2012.

### Unificação da Euskal Bizikleta com a Volta ao País Basco
Devido à crise económica de 2008-2016, a partir de 2009 voltou a unir com a Volta ao País Basco a instâncias do Governo Basco que patrocinava ambas provas, ainda que com uma percentagem muita maior para a Euskal Bizikleta, aliás a Euskal Telebista (Televisão Pública Basca) era um dos principais patrocinadores da Euskal Bizikleta. Dita união trouxe consigo que Organizações Desportivas El Diario Basco se renomeasse por Organizações Ciclistas Euskadi. Com respeito aos percursos isso supôs a partir deste ano se atribuiu uma etapa com final em Arrate, começo da seguinte etapa em Eibar e vários passos por dita localidade.
Para não complicar o palmarés de ambas provas, nestes anos se costumam considerar pertencentes à Volta ao País Basco.

## Palmarés
| Ano                               | Vencedor                 | Segundo                    | Terceiro                  |
| Eibarko Bizikleta                 |                          |                            |                           |
| --------------------------------- | ------------------------ | -------------------------- | ------------------------- |
| 1952                              | Louis Caput              | Willy Kemp                 | Hortensio Vidaurreta      |
| 1953                              | Vicente Iturat           | Francisco Masip            | Lido Sartini              |
| 1954                              | José Serra Gil           | Federico Martín Bahamontes | Hortensio Vidaurreta      |
| 1955                              | José Escolano            | Vicente Iturat             | Bernardo Ruiz             |
| 1956                              | Jesús Loroño             | Jesús Galdeano             | Miguel Bover              |
| 1957                              | Antón Barrutia           | Miguel Vidaurreta          | Carmelo Morais            |
| 1958                              | Jesús Loroño             | Antonio Karmany            | Antonio Suárez            |
| 1959                              | Antonio Bertrán          | Fernando Manzaneque        | Salvador Botella          |
| 1960                              | Benigno Aspuru           | Jean Claude Annaert        | Carmelo Morais            |
| 1961                              | Antonio Karmany          | Jean Claude Annaert        | Luis Otano                |
| 1962                              | Rolf Wolfshohl           | Antonio Karmany            | Francisco Gabica          |
| 1963                              | Juan José Sagarduy       | Antonio Karmany            | Fernando Manzaneque       |
| 1964                              | Carlos Echeverría        | Julio Jiménez              | Joaquín Galera            |
| 1965                              | Sebastián Elorza         | Luis Otano                 | José Luis Talamillo       |
| 1966                              | Eusebio Vélez            | Lucien Aimar               | José María Errandonea     |
| 1967                              | Carlos Echeverría        | José María Errandonea      | José Luis Uribezubia      |
| 1968                              | José María Errandonea    | Aurelio González Puente    | Francisco Gabica          |
| Arrateko Igoera-Eibarko Bizikleta |                          |                            |                           |
| 1987                              | Marino Lejarreta         | Pedro Muñoz                | Iñaki Gastón              |
| 1988                              | Jokin Mujika             | Robert Millar              | Charly Mottet             |
| 1989                              | Federico Echave          | Thierry Claveyrolat        | Pedro Muñoz               |
| 1990                              | Thierry Claveyrolat      | Federico Echave            | Francisco Javier Mauleón  |
| Euskal Bizikleta                  |                          |                            |                           |
| 1991                              | Gianni Bugno             | Piotr Ugrumov              | Miguel Indurain           |
| 1992                              | Franco Chioccioli        | Piotr Ugrumov              | Danny Nelissen            |
| 1993                              | Piotr Ugrumov            | Franco Chioccioli          | Stefano Della Santa       |
| 1994                              | Stefano Della Santa      | Evgueni Berzin             | Davide Rebellin           |
| 1995                              | Evgueni Berzin           | Alex Zülle                 | Francesco Frattini        |
| 1996                              | Miguel Indurain          | Alex Zülle                 | Marcelino García          |
| 1997                              | Abraham Olano            | Fernando Escartín          | Daniel Clavero            |
| 1998                              | Abraham Olano            | Aitor Garmendia            | Laurent Jalabert          |
| 1999                              | David Etxebarría         | José Alberto Martínez      | Unai Osa                  |
| 2000                              | Haimar Zubeldia          | Igor González de Galdeano  | David Etxebarría          |
| 2001                              | Juan Carlos Domínguez    | Joseba Beloki              | Igor González de Galdeano |
| 2002                              | Mikel Zarrabeitia        | Raimondas Rumsas           | José Azevedo              |
| 2003                              | José Antonio Pecharromán | Joseba Beloki              | Francesco Casagrande      |
| 2004                              | Roberto Heras            | Roberto Laiseka            | Samuel Sánchez            |
| 2005                              | Eladio Jiménez           | Adrián Palomares           | Aketza Peña               |
| 2006                              | Koldo Gil                | David Herrero              | Jesús del Nero            |
| 2007                              | Constantino Zaballa      | Jörg Jaksche               | José Miguel Elías         |
| 2008                              | Eros Capecchi            | Igor Antón                 | Adrián Palomares          |

## Palmarés por países
| País     | Vitórias |
| -------- | -------- |
| Espanha  | 30       |
| Itália   | 4        |
| França   | 2        |
| Alemanha | 1        |
| Letônia  | 1        |
| Rússia   | 1        |